# Larbi Louazani
Larbi Hamzi (en arabe : حمزي العربي), plus connu sous le nom de Cheikh Larbi Louazani, né le 28 avril 1942 à Beni Ouazzane, près de Tlemcen en Algérie. et mort à Tlemcen le 8 octobre 1984 (à 42 ans), est un musicien et chanteur dans le style Gharnati.

## Biographie
Tisserand de métier, Il commença sa carrière de musicien à l'âge de 18 ans avec l’association musicale Gharnata qui remporta le premier prix ainsi que la médaille d'or au premier festival de musique andalouse d'Alger en 1967. Il s'imposa à travers l'Algérie grâce à sa passion du luth. En 1970, il créa sa propre troupe baptisée El-Farah.
Il écrivit une trentaine de chansons dont Dib ma yatraba (le loup ne s'apprivoise pas) qui a été reprise par quelques musiciens.
Cultivant un amour pour les figures géométriques arabes, il se livrait également à la sculpture et à l'ornement, décorant ainsi la mosquée du quartier populaire Boudghen de Tlemcen.
Le 1er novembre 1979, Larbi Louazani est frappé d'un accident cardio-vasculaire qui paralysa la moitié de son corps. Il meurt le 8 octobre 1984 à Tlemcen.
Après sa mort, il tomba dans l'oubli et deux chansons furent octroyée à l'ex-RTA sur les trois qu'ils exigeaient gratuitement.
Aujourd'hui, il n'existe pratiquement plus aucune trace de ses œuvres musicales. Néanmoins, des hommages lui sont parfois dédiés par des fidèles de la troupe El-Farah et des journaux nationaux.